# Noel Galea Bason
Noel Galea Bason (geboren 1955 in Floriana) ist ein maltesischer Bildhauer und Medailleur.

## Werdegang

Maltesische Kursmünze zu 5 Cent (seit 2008)

Maltesische Kursmünze zu 50 Cent (seit 2008)

Maltesische Kursmünze zu 2 Euro (seit 2008)

Noel Galea Bason absolvierte von 1975 bis 1978 eine Ausbildung zum Medailleur an der Scuola dell’Arte della Medaglia – Giuseppe Romagnoli des Istituto Poligrafico e Zecca dello Stato in Rom. Von 1977 bis 1991 war er als der einzige Münzdesigner und Medailleur an der 1995 geschlossenen maltesischen Münzprägeanstalt.
Galea Bason hat neben mehreren Staatsgeschenken der maltesischen Regierung für Monarchen und andere ausländische Würdenträger einige Arbeiten für den öffentlichen Raum angefertigt. Nachdem zwei Bildhauer mit ihren abstrakten Entwürfen für ein Denkmal des maltesischen Staatsmanns Dom Mintoff auf dem Kastilien-Platz in Valletta gescheitert waren, wurde Noel Galeea Bason mit einer Skulptur beauftragt. Sie wurde im Mai 2018 enthüllt.
Galea Bason hat zahlreiche Medaillen und mehr als 60 Münzen entworfen, darunter auch eine Serie von zehn Münzen für San Marino und eine von 1998 bis 2002 erstellte Serie von 28 Medaillen mit Porträts der Großmeister des Malteserordens. Seine bekanntesten Münzentwürfe sind die drei unterschiedlichen Bildseiten der seit 2008 ausgegebenen maltesischen Euromünzen mit einer stilisierten Darstellung der Mnajdra auf den Münzen zu 1 Cent, 2 Cent und 5 Cent, den Wappen Maltas auf den Münzen zu 10 Cent, 20 Cent und 50 Cent, sowie dem Malteserkreuz auf den Münzen zu 1 Euro und 2 Euro.
Noel Galea Bason lebt und arbeitet in Naxxar.

## Werke (Auswahl)

### Skulpturen und Reliefs
- Giullare per un dio – Playing jester to a god, (Bronzerelief, 1988);[6]
- Bronzerelief zur Erinnerung an den Besuch von Papst Johannes Paul II. (1991);[2]
- Silbernes Relief mit Ansicht des Verdala Palace in Edelholzrahmen, Staatsgeschenk der maltesischen Staatspräsidenten Ċensu Tabone an Elizabeth II. (1992);[7]
- Skulptur von Dom Mintoff in Bormla;[8]
- Skulptur von Dom Mintoff auf dem Kastilien-Platz in Valletta (2018).[8][5]

### Münzen und Medaillen
- Bildseiten der maltesischen Euro-Kursmünzen mit drei unterschiedlichen Motiven (seit 2008);
- Sterbemedaille auf Dom Mintoff (2012);[8]
- 2-Euro-Gedenkmünze zum 200. Jahrestag der maltesischen Polizei (2014);
- 2-Euro-Gedenkmünze 100 Jahre maltesische Luftfahrt (2015);
- 2-Euro-Gedenkmünze Tempel von Ġgantija (2016);
- Sammlermünze aus Sterlingsilber zu 10 Euro, zum 100. Geburtstag von Dom Mintoff (2016);[8]
- Goldmünze zu 5 Euro mit der Darstellung einer historischen Münze Patakka zu 4 Tari (2016);
- 2-Euro-Gedenkmünze Tempel von Ħaġar Qim (2017);
- 2-Euro-Gedenkmünze Solidarität und Frieden aus der Serie From children in solidarity (2017, nur Gravur, nach einem Entwurf der Schülerin Katya Muscat);
- 2-Euro-Gedenkmünze Tempel von Mnajdra (2018);
- 2-Euro-Gedenkmünze Kulturerbe aus der Serie From children in solidarity (2018, nur Gravur, nach einem Entwurf der Schülerin Nicole Dimech);
- Sammlermünze aus Sterlingsilber zu 10 Euro, anlässlich der Ernennung Vallettas zur Kulturhauptstadt Europas (2018);
- Silbermünze zu 10 Euro und Goldmünze zu 100 Euro zum 50. Jahrestag der Bank Ċentrali ta’ Malta (2018).

Münzen nach Entwürfen von Noel Galea Bason
2-Euro-Gedenkmünze zum 200. Jahrestag der maltesischen Polizei (2014)
2-Euro-Gedenkmünze 100 Jahre maltesische Luftfahrt (2015)
2-Euro-Gedenkmünze Tempel von Ġgantija (2016)
2-Euro-Gedenkmünze Tempel von Ħaġar Qim (2017)
2-Euro-Gedenkmünze Solidarität und Frieden (2017, nur Gravur)

### Sonstige Arbeiten
- Briefmarken zu 4 Cents und 25 Cents anlässlich des Besuchs von Papst Johannes Paul II. auf Malta (Scott-Katalog #759 und #760, 1990).[2][9]